# Antoneta Ioniță
Antoneta Ioniță (n. 2 aprilie 1970, Brăila, România) este un deputat român, ales în 2016.